# 1517-es busz
Az 1517-es jelzésű autóbuszvonal távolsági autóbuszjárat Szeged és Eger között, Szolnok, Jászapáti, Heves érintésével, melyet a MÁV Személyszállítási Zrt. lát el.

## Közlekedése
A járat Szegedet és Egert köti össze.
Naponta kettő járatpár közlekedik a két végállomás között. Szolnok és Eger között egy járatpár munkaszüneti napok kivételével naponta, egy járatpár a hetek első iskolai előadási napját megelőző munkaszüneti napokon közlekedik. Szeged és Szolnok között az M5-ös autópályán Kiskunfélegyháza érintésével egy járatpár közlekedik hetek első iskolai előadási napját megelőző munkaszüneti napokon.
Menetideje  a két végállomás között egy járatnak 5 óra 5 perc, a többinek 5 óra 15 perc. Szolnok és Eger között 2 óra 5 perc és 2 óra 32 perc közötti a változó útvonalak és megállóhelyek száma miatt. Szeged és Szolnok között a menetidő 2 óra 30 perc.

## Megállóhelyei
| 1517 (Szeged – Csongrád/M5 – Kiskunfélegyháza – Szolnok – Jászapáti – Heves – Eger) | 1517 (Szeged – Csongrád/M5 – Kiskunfélegyháza – Szolnok – Jászapáti – Heves – Eger) | 1517 (Szeged – Csongrád/M5 – Kiskunfélegyháza – Szolnok – Jászapáti – Heves – Eger) | 1517 (Szeged – Csongrád/M5 – Kiskunfélegyháza – Szolnok – Jászapáti – Heves – Eger) | 1517 (Szeged – Csongrád/M5 – Kiskunfélegyháza – Szolnok – Jászapáti – Heves – Eger) | 1517 (Szeged – Csongrád/M5 – Kiskunfélegyháza – Szolnok – Jászapáti – Heves – Eger) | 1517 (Szeged – Csongrád/M5 – Kiskunfélegyháza – Szolnok – Jászapáti – Heves – Eger) | 1517 (Szeged – Csongrád/M5 – Kiskunfélegyháza – Szolnok – Jászapáti – Heves – Eger) | 1517 (Szeged – Csongrád/M5 – Kiskunfélegyháza – Szolnok – Jászapáti – Heves – Eger) | 1517 (Szeged – Csongrád/M5 – Kiskunfélegyháza – Szolnok – Jászapáti – Heves – Eger) |
| sz.                                                                                 | sz.                                                                                 | sz.                                                                                 | sz.                                                                                 | Megállóhely                                                                         | sz.                                                                                 | sz.                                                                                 | sz.                                                                                 | sz.                                                                                 | Átszállási kapcsolatok |
| ----------------------------------------------------------------------------------- | ----------------------------------------------------------------------------------- | ----------------------------------------------------------------------------------- | ----------------------------------------------------------------------------------- | ----------------------------------------------------------------------------------- | ----------------------------------------------------------------------------------- | ----------------------------------------------------------------------------------- | ----------------------------------------------------------------------------------- | ----------------------------------------------------------------------------------- | --- |
| 0                                                                                   | 0                                                                                   |                                                                                     |                                                                                     | Szeged, autóbusz-állomás végállomás                                                 | 33                                                                                  | 14                                                                                  |                                                                                     |                                                                                     | 5, 6, 9, 19 7F, 21, 60, 60Y, 64, 67, 67Y, 70, 71, 71A, 72, 72A, 73, 73Y, 74, 74A, 74Y, 75, 76, 76Y, 77, 77A, 77Y, 78, 78A, 79H 1374, 1375, 1441, 1486, 1503, 1504, 1506, 1507, 1510, 1512, 1513, 1515, 1516, 1518, 1652 4990, 5000, 5001, 5002, 5003, 5004, 5005, 5007, 5010, 5011, 5012, 5013, 5015, 5016, 5019, 5020, 5021, 5022, 5023, 5024, 5025, 5030, 5031, 5032, 5033, 5034, 5035, 5040, 5041, 5042, 5043, 5044, 5045, 5046, 5047, 5049, 5050, 5054, 5055, 5056, 5058, 5059, 5060, 5061, 5062, 5063, 5064, 5066, 5070, 5071, 5075, 5076, 5109, 5112, 5160, 5188, 5189, 5190, 5329, 5362, 5369 |
| 1                                                                                   | ∫                                                                                   |                                                                                     |                                                                                     | Szeged, Rózsa utca (Csongrádi sugárút)                                              | 32                                                                                  | ∫                                                                                   |                                                                                     |                                                                                     | 5, 6, 8, 19 21 1518 5000, 5001, 5002, 5109 |
| ∫                                                                                   | 1                                                                                   |                                                                                     |                                                                                     | Szeged, Rókus vasútállomás bejárati út                                              | ∫                                                                                   | 13                                                                                  |                                                                                     |                                                                                     | 7F, 67Y, 71, 72, 75 1486, 1503, 1504 5033, 5034, 5035, 5040, 5041, 5042, 5043, 5045, 5046, 5047, 5049, 5050, 5054, 5055, 5056, 5058, 5059, 5060, 5061, 5062, 5063, 5066, 5070, 5075, 5112, 5369 személyvonat, tram-train |
| 2                                                                                   | ∫                                                                                   |                                                                                     |                                                                                     | Sándorfalva, Attila utca                                                            | 31                                                                                  | ∫                                                                                   |                                                                                     |                                                                                     | 1518 5000, 5001, 5002, 5109 |
| 3                                                                                   | ∫                                                                                   |                                                                                     |                                                                                     | Ópusztaszer, Nemzeti Emlékpark, bejárati út                                         | 30                                                                                  | ∫                                                                                   |                                                                                     |                                                                                     | 1518 5000, 5001, 5064, 5109 |
| 4                                                                                   | ∫                                                                                   |                                                                                     |                                                                                     | Ópusztaszer, Takarékszövetkezet                                                     | 29                                                                                  | ∫                                                                                   |                                                                                     |                                                                                     | 1518 5000, 5001, 5064, 5109 |
| 5                                                                                   | ∫                                                                                   |                                                                                     |                                                                                     | Baks, bejárati út                                                                   | 28                                                                                  | ∫                                                                                   |                                                                                     |                                                                                     | 1518 5000, 5001, 5064, 5109 |
| 6                                                                                   | ∫                                                                                   |                                                                                     |                                                                                     | Csanytelek, autóbusz-váróterem                                                      | 27                                                                                  | ∫                                                                                   |                                                                                     |                                                                                     | 1518 5001, 5109, 5110, 5112 |
| 7                                                                                   | ∫                                                                                   |                                                                                     |                                                                                     | Csanytelek, Kádár-ház                                                               | ∫                                                                                   | ∫                                                                                   |                                                                                     |                                                                                     | 1518 5001, 5109, 5110, 5112 |
| 8                                                                                   | ∫                                                                                   |                                                                                     |                                                                                     | Csanytelek, Sajó sarok                                                              | ∫                                                                                   | ∫                                                                                   |                                                                                     |                                                                                     | 1518 5001, 5109, 5110, 5112 |
| 9                                                                                   | ∫                                                                                   |                                                                                     |                                                                                     | Felgyő, autóbusz-váróterem                                                          | 26                                                                                  | ∫                                                                                   |                                                                                     |                                                                                     | 1518 5001, 5109, 5111 |
| 10                                                                                  | ∫                                                                                   |                                                                                     |                                                                                     | Csongrád, autóbusz-állomás                                                          | 25                                                                                  | ∫                                                                                   |                                                                                     |                                                                                     | 1, 1A, 3 1090, 1092, 1094, 1499, 1519, 1577 5001, 5004, 5010, 5011, 5100, 5105, 5107, 5109, 5110, 5111, 5112, 5123, 5140, 5255 |
| 11                                                                                  | ∫                                                                                   |                                                                                     |                                                                                     | Csongrád (Bokros), községháza                                                       | 24                                                                                  | ∫                                                                                   |                                                                                     |                                                                                     | 5100 |
| ∫                                                                                   | 2                                                                                   |                                                                                     |                                                                                     | Kiskunfélegyháza, autóbusz-állomás                                                  | ∫                                                                                   | 12                                                                                  |                                                                                     |                                                                                     | 1090, 1092, 1499, 1577 5075, 5123, 5215, 5216, 5217, 5252, 5253, 5255, 5256, 5260, 5263, 5265, 5266, 5267, 5270, 5271 |
| 12                                                                                  | ∫                                                                                   |                                                                                     |                                                                                     | Tiszaalpár, posta                                                                   | 23                                                                                  | ∫                                                                                   |                                                                                     |                                                                                     | 5100, 5212, 5252, 5253 |
| 13                                                                                  | 3                                                                                   |                                                                                     |                                                                                     | Tiszaalpár, ABC                                                                     | 22                                                                                  | 11                                                                                  |                                                                                     |                                                                                     | 5100, 5212, 5252, 5253 |
| 14                                                                                  | 4                                                                                   |                                                                                     |                                                                                     | Tőserdő, üdülőtelep                                                                 | 21                                                                                  | 10                                                                                  |                                                                                     |                                                                                     | 5212, 5252, 5253 |
| 15                                                                                  | 4                                                                                   |                                                                                     |                                                                                     | Lakitelek, piactér                                                                  | 20                                                                                  | 9                                                                                   |                                                                                     |                                                                                     | 4783, 5203, 5210, 5212, 5252, 5253 |
| 16                                                                                  | 6                                                                                   |                                                                                     |                                                                                     | Lakitelek, vasútállomás                                                             | 19                                                                                  | 8                                                                                   |                                                                                     |                                                                                     | 4783, 5210, 5212, 5252, 5253 személyvonat |
| 17                                                                                  | 7                                                                                   |                                                                                     |                                                                                     | Kerekdomb, termálfürdő                                                              | 18                                                                                  | 7                                                                                   |                                                                                     |                                                                                     | 5203, 5252 személyvonat |
| 18                                                                                  | 8                                                                                   |                                                                                     |                                                                                     | Tiszakécske, városháza                                                              | 17                                                                                  | 6                                                                                   |                                                                                     |                                                                                     | 532, 546, 625 1081 5202, 5203, 5247, 5249, 5252 |
| 19                                                                                  | 9                                                                                   |                                                                                     |                                                                                     | Tiszabög, vegyesbolt                                                                | 16                                                                                  | 5                                                                                   |                                                                                     |                                                                                     | 532, 5206, 5247, 5249 |
| 20                                                                                  | 10                                                                                  |                                                                                     |                                                                                     | Tiszajenő, alsó megállóhely                                                         | 15                                                                                  | 4                                                                                   |                                                                                     |                                                                                     | 532, 533, 538, 4632, 5206, 5247, 5249 személyvonat |
| 21                                                                                  | 11                                                                                  |                                                                                     |                                                                                     | Tiszajenő-Vezseny, vasútállomás                                                     | 14                                                                                  | 3                                                                                   |                                                                                     |                                                                                     | 1464 532, 533, 538, 540, 4632, 5206, 5247, 5249 személyvonat |
| 22                                                                                  | 12                                                                                  |                                                                                     |                                                                                     | Tiszavárkony, bejárati út                                                           | 13                                                                                  | 2                                                                                   |                                                                                     |                                                                                     | 1464 532, 533, 4630, 4632, 5206 |
| 23                                                                                  | 13                                                                                  |                                                                                     |                                                                                     | Tószeg, községháza                                                                  | 12                                                                                  | 1                                                                                   |                                                                                     |                                                                                     | 1464 532, 533, 4606, 4630, 4632, 5206 |
| 24                                                                                  | 14                                                                                  | 0                                                                                   | 0                                                                                   | Szolnok, autóbusz-állomás végállomás                                                | 11                                                                                  | 0                                                                                   | 26                                                                                  | 26                                                                                  | 3, 4A, 10, 12, 15, 23, 24, 24A, 32, 33 532, 533, 534, 538, 553 1077, 1377, 1464, 1466, 1467, 1468, 1469, 1515, 1518 4600, 4601, 4602, 4603, 4605, 4606, 4607, 4608, 4609, 4610, 4611, 4612, 4613, 4614, 4616, 4617, 4618, 4619, 4620, 4621, 4622, 4623, 4630, 4632, 5206 |
| ∫                                                                                   |                                                                                     | ∫                                                                                   | 1                                                                                   | Besenyszög, Szabadság tér                                                           | ∫                                                                                   |                                                                                     | ∫                                                                                   | 25                                                                                  | 4605 |
| 25                                                                                  |                                                                                     | 1                                                                                   | ∫                                                                                   | Szászberek, alsó                                                                    | 10                                                                                  |                                                                                     | 25                                                                                  | ∫                                                                                   | 4601, 4603 |
| 26                                                                                  |                                                                                     | 2                                                                                   | 2                                                                                   | Jászladány, Piactér                                                                 | 9                                                                                   |                                                                                     | 24                                                                                  | 24                                                                                  | 4603, 4659, 4662 |
| 27                                                                                  |                                                                                     | 3                                                                                   | 3                                                                                   | Jászkisér, Ktsz.                                                                    | 8                                                                                   |                                                                                     | 23                                                                                  | 23                                                                                  | 1077 4603, 4659, 4661 |
| ∫                                                                                   |                                                                                     | 4                                                                                   | 4                                                                                   | Jászkisér, Mgtsz.                                                                   | ∫                                                                                   |                                                                                     | 22                                                                                  | 22                                                                                  | 1077 4603, 4659, 4661 |
| ∫                                                                                   |                                                                                     | 5                                                                                   | 5                                                                                   | Jászapáti, Vadászház                                                                | ∫                                                                                   |                                                                                     | 21                                                                                  | 21                                                                                  | 1077 4603, 4659, 4661 |
| 28                                                                                  |                                                                                     | 6                                                                                   | 6                                                                                   | Jászapáti, autóbusz-állomás                                                         | 7                                                                                   |                                                                                     | 20                                                                                  | 20                                                                                  | 1070, 1075, 1076, 1077, 1362, 1376, 1443, 1466 3424, 3443, 3669, 4603, 4655, 4657, 4658, 4659, 4661 |
| ∫                                                                                   |                                                                                     | ∫                                                                                   | ∫                                                                                   | Jászapáti, Lehel utca                                                               | ∫                                                                                   |                                                                                     | 19                                                                                  | 19                                                                                  | 1070, 1076 3424, 3443, 3669, 4655 |
| ∫                                                                                   |                                                                                     | ∫                                                                                   | ∫                                                                                   | Jászszentandrás, gépjavító                                                          | ∫                                                                                   |                                                                                     | 18                                                                                  | 18                                                                                  | 1070, 1075 3424, 3443, 3669, 4655 |
| ∫                                                                                   |                                                                                     | ∫                                                                                   | ∫                                                                                   | Jászszentandrás, autóbusz-váróterem                                                 | ∫                                                                                   |                                                                                     | 17                                                                                  | 17                                                                                  | 1070, 1075, 1076, 1443 3424, 3443, 3669, 4655 |
| ∫                                                                                   |                                                                                     | 7                                                                                   | ∫                                                                                   | Heves, Pusztacsász                                                                  | ∫                                                                                   |                                                                                     | 16                                                                                  | 16                                                                                  | 1075, 1466 3424, 3443, 3669 |
| ∫                                                                                   |                                                                                     | 8                                                                                   | ∫                                                                                   | Heves, Szociális Otthon                                                             | ∫                                                                                   |                                                                                     | 15                                                                                  | 15                                                                                  | 1075, 1466 3424, 3443, 3669 |
| 29                                                                                  |                                                                                     | 9                                                                                   | 7                                                                                   | Heves, autóbusz-állomás                                                             | 6                                                                                   |                                                                                     | 14                                                                                  | 14                                                                                  | 1066, 1067, 1068, 1069, 1075, 1362, 1376, 1443, 1466 3424, 3434, 3441, 3442, 3443, 3444, 3550, 3560, 3561, 3562, 3665, 3666, 3669, 3670, 3689, 3695 |
| 30                                                                                  |                                                                                     | 10                                                                                  | 8                                                                                   | Heves, Hősök tere                                                                   | 5                                                                                   |                                                                                     | 13                                                                                  | 13                                                                                  | 1066, 1067, 1068, 1069, 1362, 1376, 1443, 1466 3424, 3434, 3441, 3442, 3443, 3444, 3550, 3560, 3561, 3562, 3665, 3666, 3670, 3689, 3695 |
| ∫                                                                                   |                                                                                     | 11                                                                                  | ∫                                                                                   | Heves, Szabadság út 20.                                                             | ∫                                                                                   |                                                                                     | 12                                                                                  | 12                                                                                  | 3434, 3441, 3442, 3443, 3550 |
| 31                                                                                  |                                                                                     | 12                                                                                  | 9                                                                                   | Tenk, Központ                                                                       | 4                                                                                   |                                                                                     | 11                                                                                  | 11                                                                                  | 1067, 1362, 1376, 1466 3424, 3441, 3442, 3443, 3550 |
| 32                                                                                  |                                                                                     | ∫                                                                                   | ∫                                                                                   | Erdőtelek, autóbusz-váróterem                                                       | 3                                                                                   |                                                                                     | ∫                                                                                   | ∫                                                                                   | 1067 3441, 3442, 3443, 3550 |
| ∫                                                                                   |                                                                                     | 13                                                                                  | ∫                                                                                   | Dormánd, 31-es út 2-es km kő                                                        | ∫                                                                                   |                                                                                     | 10                                                                                  | 10                                                                                  | 1466 3424 |
| ∫                                                                                   |                                                                                     | 14                                                                                  | 10                                                                                  | Dormánd, hevesi elágazás                                                            | ∫                                                                                   |                                                                                     | 9                                                                                   | 9                                                                                   | 1362, 1376, 1466 3424 |
| ∫                                                                                   |                                                                                     | 15                                                                                  | ∫                                                                                   | Füzesabony, TÜZÉP                                                                   | ∫                                                                                   |                                                                                     | 8                                                                                   | 8                                                                                   | 1343 3424, 3430, 3431, 3432, 3433, 3434, 3436 |
| ∫                                                                                   |                                                                                     | 16                                                                                  | ∫                                                                                   | Füzesabony, Vasútállomás                                                            | ∫                                                                                   |                                                                                     | 7                                                                                   | 7                                                                                   | 1343, 1346, 1362, 1376, 1466 3405, 3423, 3424, 3426, 3430, 3431, 3432, 3433, 3434, 3436, 3450, 3500, 3511, 4014 személyvonat, S80, Tisza-tó sebesvonat, Ezüstpart expresszvonat, Agria InterRégió, InterRégió, Tokaj InterCity, Füzér InterCity, Borsod InterCity, Hámor InterCity |
| ∫                                                                                   |                                                                                     | 17                                                                                  | ∫                                                                                   | Füzesabony, Erősítő üzem                                                            | ∫                                                                                   |                                                                                     | 6                                                                                   | 6                                                                                   | 3423, 3424, 3426, 3430, 3431, 3432, 3433, 3434, 3436, 3450, 3500, 3511, 4014 |
| ∫                                                                                   |                                                                                     | 18                                                                                  | ∫                                                                                   | Füzesabony, Pikopack                                                                | ∫                                                                                   |                                                                                     | 5                                                                                   | 5                                                                                   | 3423, 3424, 3426, 3430, 3431, 3432, 3433, 3434, 3436, 3450, 3500, 3511, 4014 |
| ∫                                                                                   |                                                                                     | 19                                                                                  | ∫                                                                                   | Kerecsend, Füzesabonyi út 75.                                                       | ∫                                                                                   |                                                                                     | 4                                                                                   | 4                                                                                   | 1343, 1362 3423, 3424, 3430, 3431, 3432, 3433, 3434, 3450 |
| ∫                                                                                   |                                                                                     | 20                                                                                  | ∫                                                                                   | Kerecsend, Fő út 60.                                                                | ∫                                                                                   |                                                                                     | 3                                                                                   | 3                                                                                   | 1050, 1054, 1343, 1348, 1362, 1402, 1427, 1466 3423, 3424, 3430, 3431, 3432, 3433, 3434, 3440, 3441, 3442, 3443, 3444, 3445, 3446, 3448, 3450, 3667 |
| 33                                                                                  |                                                                                     | 21                                                                                  | 11                                                                                  | Eger, Tompa utca                                                                    | 2                                                                                   |                                                                                     | 2                                                                                   | 2                                                                                   | 3A, 6, 11, 12, 13, 14, 14E, 16, 112, 113, 914 1050, 1051, 1053, 1054, 1343, 1346, 1348, 1362, 1380, 1402, 1427, 1466 3400, 3402, 3407, 3408, 3410, 3411, 3414, 3423, 3424, 3426, 3430, 3431, 3432, 3433, 3434, 3435, 3436, 3440, 3441, 3442, 3443, 3444, 3445, 3446, 3448, 3472, 3479, 3482, 3484, 3667, 4011, 4015, 4157 |
| ∫                                                                                   |                                                                                     | ∫                                                                                   | 12                                                                                  | Eger, Nagyváradi út                                                                 | ∫                                                                                   |                                                                                     | ∫                                                                                   | ∫                                                                                   | 3A, 6, 11, 12, 13, 14, 14E, 16, 112, 113, 914 1050, 1346, 1380, 1427 3402, 3407, 3408, 3410, 3411, 3414, 3423, 3430, 3431, 3433, 3435, 3442, 3443, 3445, 4011, 4015, 4157 |
| 34                                                                                  |                                                                                     | 22                                                                                  | 13                                                                                  | Eger, Vasútállomás bejárati út                                                      | 1                                                                                   |                                                                                     | 1                                                                                   | 1                                                                                   | 11, 12, 13, 14, 14E, 112, 113 1050, 1051, 1053, 1054, 1343, 1346, 1348, 1362, 1380, 1402, 1427, 1466 3400, 3402, 3408, 3410, 3411, 3414, 3423, 3424, 3426, 3430, 3431, 3432, 3433, 3434, 3435, 3436, 3440, 3441, 3442, 3443, 3444, 3445, 3446, 3448, 3472, 3479, 3482, 3484, 3667, 4011, 4015, 4157 személyvonat, Agria InterRégió |
| 35                                                                                  |                                                                                     | 23                                                                                  | 13                                                                                  | Eger, Színház                                                                       | ∫                                                                                   |                                                                                     | ∫                                                                                   | ∫                                                                                   | 2, 2A, 7, 7A, 11, 12, 14, 14E, 17, 112 1053, 1054, 1343, 1344, 1346, 1348, 1362, 1380, 1381, 1426, 1427, 1428, 1447, 1468 3402, 3408, 3410, 3411, 3414, 3419, 3420, 3423, 3424, 3426, 3430, 3431, 3433, 3434, 3435, 3436, 3440, 3441, 3442, 3443, 3444, 3445, 3448, 3667, 4011, 4014, 4015, 4018, 4021, 4022, 4157 |
| 36                                                                                  |                                                                                     | 24                                                                                  | 14                                                                                  | Eger, autóbusz-állomás végállomás                                                   | 0                                                                                   |                                                                                     | 0                                                                                   | 0                                                                                   | 2, 2A, 4, 5, 5A, 6, 7, 7A, 11, 12, 14, 14E, 16, 17, 112, 914 1049, 1050, 1051, 1053, 1054, 1343, 1344, 1346, 1347, 1348, 1349, 1351, 1352, 1362, 1380, 1383, 1402, 1426, 1427, 1447, 1448, 1466, 1468 3400, 3402, 3403, 3405, 3406, 3407, 3408, 3409, 3410, 3411, 3412, 3414, 3415, 3416, 3417, 3418, 3419, 3420, 3423, 3424, 3426, 3430, 3431, 3432, 3433, 3434, 3435, 3440, 3441, 3442, 3443, 3444, 3445, 3446, 3448, 3450, 3455, 3456, 3457, 3458, 3462, 3469, 3470, 3471, 3472, 3473, 3474, 3476, 3479, 3480, 3481, 3482, 3483, 3484, 3488, 3604, 3660, 3667, 4012, 4014, 4015, 4019, 4021, 4157 |